# John E. Sulston

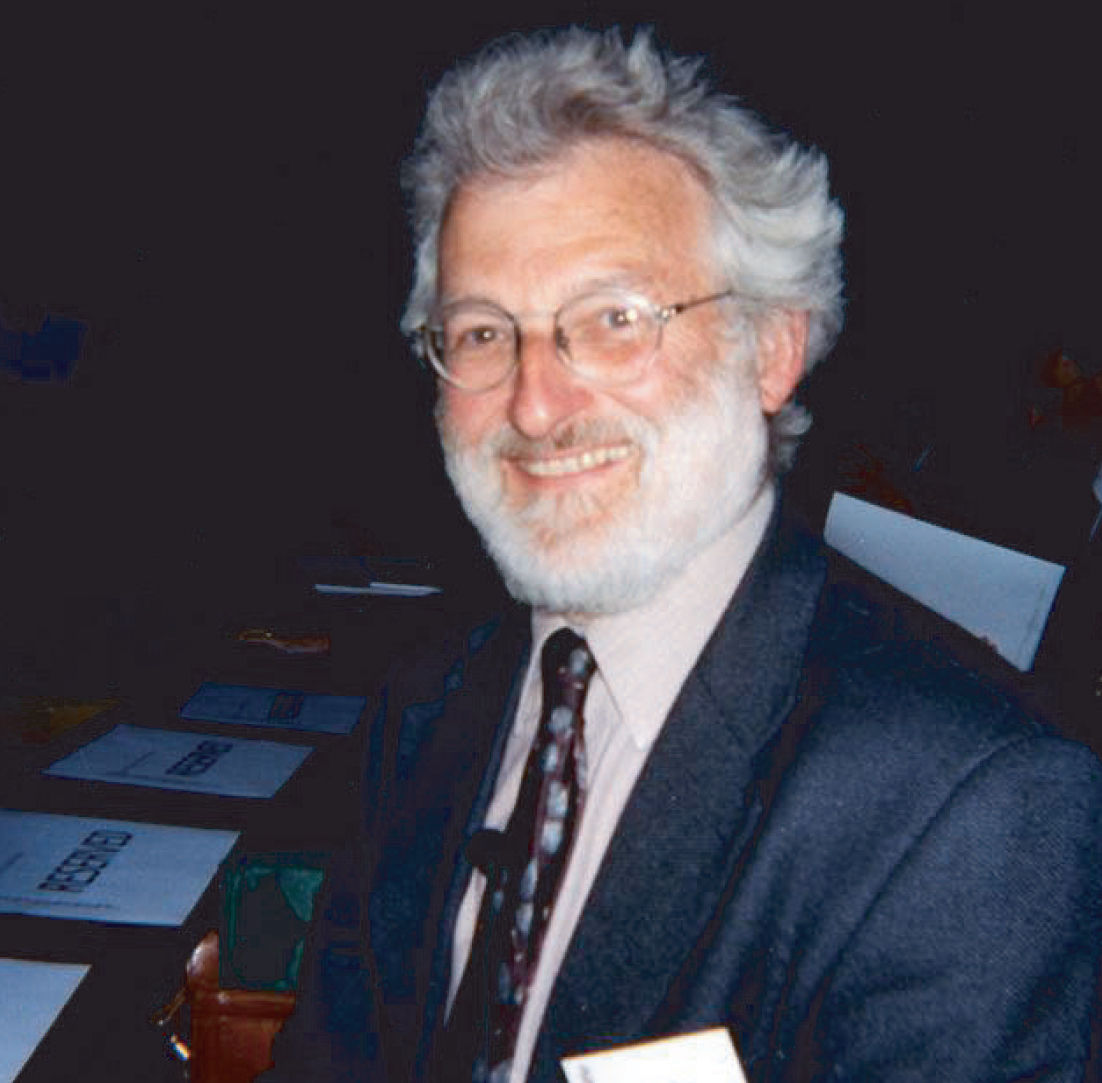
John E. Sulston (undatiert)

Sir John Edward Sulston, CH (* 27. März 1942 in Fulmer in Buckinghamshire, Vereinigtes Königreich; † 6. März 2018) war ein britischer Biologe. 2002 erhielt er als Entwicklungsbiologe mit Sydney Brenner und H. Robert Horvitz den Nobelpreis für Physiologie oder Medizin für „Forschungsarbeiten auf dem Gebiet der genetischen Regulierung der Organentwicklung und des programmierten Zellsterbens“.

## Leben
Sulston war der Sohn eines anglikanischen Geistlichen. Er zeigte schon früh ein Interesse an Naturwissenschaften und besuchte mit einem Stipendium eine Privatschule in Northwood. Ab 1960 studierte er mit einem Stipendium an der Universität Cambridge (Pembroke College) Biologie und Organische Chemie mit dem Bachelor-Abschluss 1963 und der Promotion (Ph. D.) in Nukleotid-Chemie bei Colin Reese 1966. Als Post-Doktorand war er bei Leslie Orgel am Salk Institute in San Diego, wo er sich unter dem Einfluss von Orgel, Sydney Brenner und Francis Crick wieder mehr der Biologie zuwandte. Ab 1969 forschte er am Medical Research Council Laboratory of Molecular Biology (LMB) in Cambridge, wo er sich in der Gruppe von Brenner mit der Neurobiologie und dem Entwicklungsprozess des Fadenwurms Caenorhabditis elegans von der befruchteten Eizelle bis zum erwachsenen Individuum befasste. 1992 bis 2000 war er Direktor des Wellcome Trust Sanger Institute in Cambridge, das auf britischer Seite am Human Genome Project beteiligt war. Suston wandte sich dabei entschieden gegen eine Kommerzialisierung der Genomsequenzierung, mit beispielsweise der Patentierung einzelner Gene, wie das beispielsweise von Craig Venter betrieben wurde. Sulston bezeichnete sich selbst als „Anti-Kapitalisten“, insofern, als er alle Unternehmen, die sich mit der Kommerzialisierung der Genomanalyse befassten, für vollständig überflüssig halte. Die Genomforschung und -analyse sollte akademischen Institutionen vorbehalten sein und nicht kommerzialisiert werden. Die resultierenden Genomdaten sollten allgemein allen Forschern aus der ganzen Welt frei zugänglich sein und nicht durch Patentrechte eingeschränkt sein. Sulston wurde daher als ein herausragender Vertreter der open access-Bewegung gesehen. Die schwerwiegenden Erkrankungen in Afrika und anderen Entwicklungsländern, so Sulston, könnten nicht auf kapitalistischer Basis angegangen werden. Dafür sei kein Markt da, weil kein Geld daran zu verdienen sei.
2012 wurde er Vorstand des Institute for Science, Ethics and Innovation der University of Manchester.
Sulston erstellte mit Horvitz eine vollständige Neuronenkarte von C. elegans, bestimmte die vollständige Zellabstammung der embryonalen Entwicklung von C. elegans und war wesentlich an der Sequenzierung von dessen Genom beteiligt, in einer Zusammenarbeit von Cambridge und der University of Washington. Das war 1998 die erste vollständige Sequenzierung eines Tieres.
Sulston war ab 1966 verheiratet und hatte zwei Kinder.

## Auszeichnungen (Auswahl)
- 1986: Gewählt in die Royal Society
- 1986: W. Alden Spencer Award
- 1991: Gairdner Foundation International Award
- 1996: Darwin-Medaille der Royal Society
- 1998: Rosenstiel Award
- 2000: Mitglied der Academia Europaea
- 2000: Pfizer Preis für Innovative Wissenschaft
- 2000: George W. Beadle Award
- 2000: Sir Frederick Gowland Hopkins Medaille
- 2001: Erhebung in den Adelsstand (Knight Bachelor)
- 2001: Edinburgh Medal
- 2001: Christmas Lecture der Royal Institution (Secrets of Life)
- 2001: Prinz-von-Asturien-Preis (Spanien)
- 2002: Alfred P. Sloan, Jr. Prize
- 2002: Dan-David-Preis
- 2002: Nobelpreis für Physiologie oder Medizin
- 2013: Rutherford Memorial Lecture der Royal Society of New Zealand
- 2017: Order of the Companions of Honour